# Mynälahti
Mynälahti är en vik i Finland. Den ligger i Virmo i landskapet Egentliga Finland, i den sydvästra delen av landet, 180 km väster om huvudstaden Helsingfors. Den innersta delen av Mynälahti kallas Mietoisviken.